# Tobré
Tobré är ett arrondissement i kommunen Pehonko i Benin. Den hade 16 912 invånare år 2002.